# Pochwa (broń)

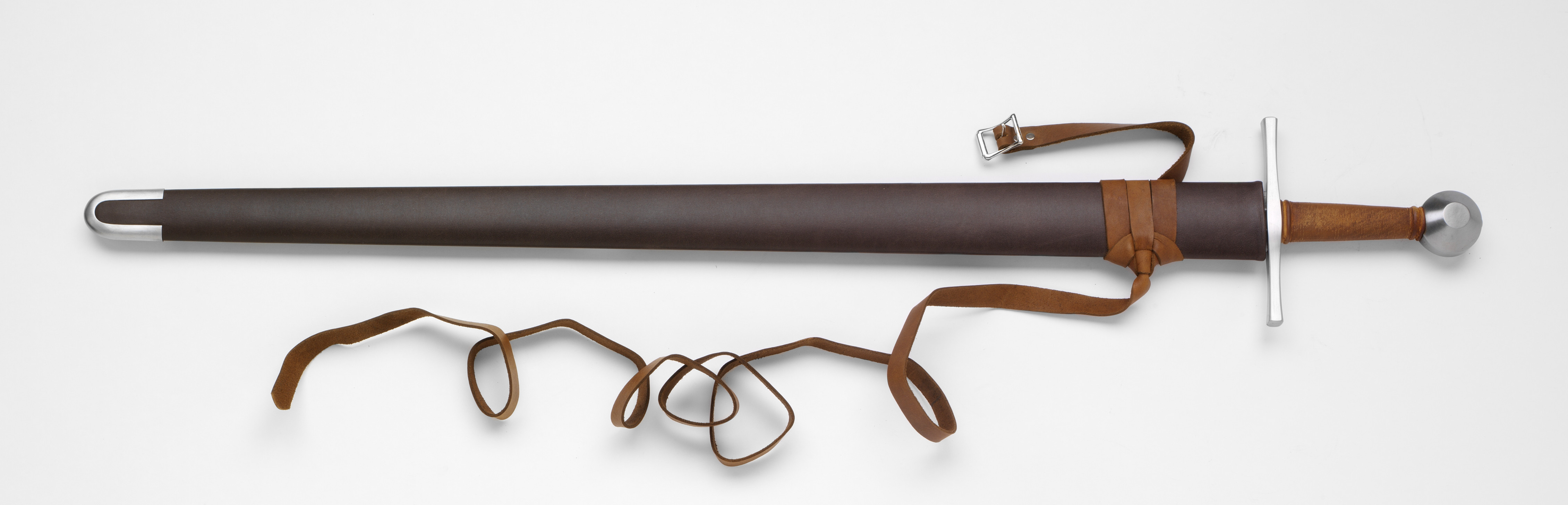
Miecz w pochwie

Pochwa – futerał służący do noszenia broni białej.

## Charakterystyka
Pochwa zabezpiecza broń przed czynnikami atmosferycznymi, a także umożliwia jej dogodne przenoszenie i dobywanie. Najczęściej noszona jest przy pasie, jednak nie jest to regułą a miejsce jej przypinania jest w zasadzie dowolne. Dawniej wykonywana zazwyczaj z drewna oblekanego skórą (najczęściej z dwóch łupek okutych na dole trzewikiem), a także z samej skóry lub tkaniny. Wraz z rozwojem techniki na popularności zyskały pochwy metalowe (zwłaszcza w kontekście wojskowym). Współcześnie pochwy wykonywane są ze zróżnicowanych materiałów, w tym również z tworzyw sztucznych. 
W przypadku broni długiej (np. szabli), pochwę często wyposażano w dodatkowe okucia (ryfki) z kółkami (brajcarki) do zawieszenia na rapciach. Natomiast pochwy broni krótkiej (np. noży, bagnetów) często wyposażano w mocowania umożliwiające wykorzystanie żabki. 